# المعهد الفرنسي للعلاقات الدولية
المعهد الفرنسي للعلاقات الدولية (بالفرنسية: Institut français des relations internationales)‏ هو معهد أبحاث وخلية تفكير (Think Tank) فرنسي تأسس في 1979 من قبل الاقتصادي والمختص في الجيوسياسة تياري دو مونبريال. هو ثاني أقوى وأفضل خلية تفكير في العالم في 2018 بعد مؤسسة بروكينغز حسب تصنيف جامعة بنسيلفانيا.

يُعتبر هذا المعهد المركز الرئيسي للبحوث والنقاشات المستقلة في فرنسا، ويهدف المعهد إلى تطوير البحوث في مجال السياسات العامة ذات البعد الدولي وإلى تعزيز الحوار والتفاعل البناء بين الباحثين وأصحاب المهن وقادة الرأي.

## التقديم
لا يخضع هذا المعهد لأي وصاية إدارية كما لا ينتمي إلى أي حزب سياسي، وإذ يتمسّك باستقلاليته السياسية والفكرية، اعتمد التنويع في مصادر تمويله العامة والخاصة. وعلى الرغم من القيود التي فرضتها الأزمة الاقتصادية العالمية، استطاع المعهد، عبر ميزانية بقيمة 6,5 ملايين يورو، مصدر نحو 70% من القطاع الخاص، أن يبقى وفياً لرسالته ويحافظ على آرائه المستقلة.

يضم المعهد الفرنسي للعلاقات الدولية ما يقارب 60 شخصاً، منهم نحو ثلاثين باحثاً فرنسياً وأجنبياً من ذوي الخبرات المتعددة، هذا ولا يتخطى عمر أكثر من نصف الأعضاء الأربعين سنة. تقوم مجالات البحث فيه على محاور إقليمية (وهي أوروبا، وروسيا، والدول المستقلة حديثاً، وآسيا، والشرق الأوسط، وأفريقيا، والولايات المتحدة) وعلى محاور مشتركة (وهي الأمن والقضايا الاستراتيجية، والطاقة، والفضاء، والاقتصاد الدولي، والهجرة، والمسائل الصحية والبيئية) متآزرة ومتعارضة.

إلى جانب البحوث التي يقوم بها المعهد، يجمع أيضاً كل سنة أشهر المحاضرين في العالم في إطار عام وغير انحيازي، لكي يناقشوا تحليلهم القيّم للقضايا الدولية. وفي هذا الصدد، ينظم المعهد نحو أربعين مؤتمراً في السنة في باريس (42 مؤتمراً في العام 2011)، ويستقبل المعهد سنوياً أكثر من 10 آلاف مشارك في أنشطة من تنظيمه.

ومن بين ضيوفه في السنوات الأخيرة، نذكر على وجه الخصوص نيكولا سركوزي، وديمتري ميدفيديف، وهو جينتاو، وجلال طالباني، وحميد كرزاي، وفلاديمير بوتين، وميخائيل ساكاشفيلي، وعبدولاي واد، وفاكلاف كلاوس، وبرويز مشرف، وعبد الله غول، وبوريس تاديك، وفيكتور يانوكوفيتش، وبول كاغامي، وهيرمان فان رومبوي، وخوسيه مانويل باروسو، وأنديرز فوغ راسموسن، وغيرهم...

## التاريخ
في العام 1973، كلّف وزير الخارجية ميشال جوبير السيد تييري دو مونبريال بإنشاء مركز التحليل والتوقعات في «كي دورسيه» لتحليل نظام العلاقات الدولية. وقد عزز هذا الإطار من العمل إرادته في تأسيس مركز مستقل للبحوث مخصّص لهذه الغاية. وفي سنة 1979، أسّس المعهد الفرنسي للعلاقات الدولية بدعم من رئيس الوزراء آنذاك ريمون بار ووزير الخارجية لويس دي غيرانغو وخلفه جان فرانسوا بونسي. وأصبح فيما بعد مارك جيلبير، وهو منتج سابق في مؤسسة الإذاعة والتلفزة الفرنسية، أميناً عاماً في المعهد. ويتم تنظيم المعهد بناءً على هيكلية قائمة ألا وهي مركز دراسات السياسة الخارجية الذي أسّسته في العام 1935 جامعات فرنسية ومؤسسة كارنيغي للسلام الدولي.

يضم المعهد اليوم حوالى 80 مشروعاً شريكاً ونحو 400 عضو مشارك (من أفراد ومؤسسات). ويشغل دومينيك مويسي منصب المستشار الخاص. وللمعهد حضور في بروكسل عبر مكتب تابع له افتُتح في شهر مارس من العام 2005.

## العمل ضمن شبكات والتأثير في الخارج
يعمل عادةً المعهد الفرنسي للعلاقات الدولية بالتعاون مع نظرائه الدوليين مثل مؤسسة راند، ومؤسسة بروكينجز، ومجلس العلاقات الخارجية، ومركز الدراسات الاستراتيجية والدولية، ومؤسسة كارنيغي للسلام الدولي، والمعهد الياباني للشؤون الدولية، ومعهد موسكو الحكومي للعلاقات الدولية، والمؤسسة الفرنسية الكورية (French-Korean Foundation) والمجلس الألماني للعلاقات الخارجية، إلخ.

ويرمي المعهد الفرنسي للعلاقات الدولية إلى أن يكون المعهد الأوروبي الكبير من أصل فرنسي، لذلك يشكّل البعد الأوروبي عاملاً أساسياً في أنشطته كافة. وللمعهد حضور في بروكسل من خلال مكتب تابع له افتُتح منذ شهر مارس من العام 2005، ويجسّد الواجهة الفاعلة بين باريس وبروكسل. وتكمن مهمته في إثراء النقاشات الأوروبية من خلال مقاربة متعددة الاختصاصات تغطي كل أبعاد العلاقات الدولية.

ينظم المعهد الفرنسي للعلاقات الدولية من خلال مكتبه في بروكسل نحو ثلاثين مناسبة في السنة. ومن المواضيع التي تم التطرق إليها في العام 2011 نذكر: الحوكمة الاقتصادية الأوروبية، وسياسة الجوار الأوروبية، والخطوات الأولى لهيئة العمل الخارجي الأوروبي، ومنظمة حلف شمال الأطلسي وروسيا في مواجهة أفغانستان، والمقيمون غير الشرعيين في أوروبا، والسياسات الأوروبية المتعلقة بالطاقة والبيئة، والأمن الفضائي في أوروبا، وأمن الساحل الإفريقي.

## المهمات
يهدف البحث بعنوان السياسة الموجّهة policy oriented الخاص بالمعهد إلى توضيح مجريات الأحداث الدولية الكبرى وطرح وجهات النظر حولها. وهو يتوجه بالدرجة الأولى إلى صانعي القرارات السياسية والاقتصادية، والأوساط الأكاديمية، وقادة الرأي إلى جانب ممثلي المجتمعات المدنية.

ولتحقيق هذا الطموح، يتم تنظيم الأعمال ضمن مجالات إقليمية للبحث (تشمل أوروبا وآسيا وإفريقيا والشرق الأوسط/المغرب العربي وتركيا المعاصرة والولايات المتحدة وروسيا/الدول المستقلة حديثاً والعلاقات بين فرنسا وألمانيا...) أو ضمن مجالات مشتركة (تشمل العولمة والاقتصاد العالمي، والقضايا الاستراتيجية والأمنية، ومسائل الهجرة والهوية، والجغرافيا السياسية للطاقة، والمناخ إلخ) تشكّل مراكز للبحث. وينشر كل مركز مجموعته الإلكترونية المتاحة على موقع المعهد.

يضم اليوم المعهد الفرنسي للعلاقات الدولية نحو ثلاثين باحثاً دائماً فرنسياً وأجنبياً أتوا من أماكن مختلفة وهم يتوزعون على 15 وحدة بحث حول المسائل الإقليمية أو المشتركة.

## الإنجازات
يمثل كتاب رامسيس Ramsès، الكتاب الجماعي الذي يصدر سنوياً والمجلة الفصلية بوليتيك إترانجير نشاطي التحرير الرئيسيين للمعهد. ومنذ سنة 1981، يُخصَّص تقرير رامسيس السنوي للاتجاهات العالمية الكبرى (وهو يصدر في 10 آلاف نسخة تقريباً). وتُعتبر مجلة بوليتيك إترانجير التي تأسست في العام 1936، أقدم مجلة فرنسية في هذا المجال. تشتمل هذه المجلة الفصلية على رؤية شاملة للقضايا الدولية المعاصرة. وقد نُشر لها عدد خاص في سنة 2006 لإحياء ذكرى 70 سنة على تأسيسها.

وبالإضافة إلى هذين المرجعين، يعرض المعهد منشورات موجزة أو أكثر تخصصاً. نذكر منها: مذكرات المعهد الفرنسي للعلاقات الدولية Notes de l’IFRI ودراسات المعهد الفرنسي للعلاقات الدولية، ونشرة موجزة بعنوان «حقائق المعهد الفرنسي للعلاقات الدولية» "Actuelles de l'Ifri" إلى جانب المجموعات الإلكترونية للمعهد التي يقارب عددها العشر مجموعات، وكتب الباحثين في المعهد. كما ينشر المعهد تحليلاته بلغات عدة. وفي العام 2011، نشر المعهد 12 كتاباً صدر منها 4 كتب بلغات أجنبية، إلى جانب 130 مذكرة رقمية صدر 50% منها بلغات أجنبية، وهي الإنجليزية والألمانية والروسية.

## التمويل
في العام 2011، بلغت ميزانية المعهد حوالى 6,5 مليون يورو. والمعهد عبارة عن جمعية مؤسّسة بموجب القانون الفرنسي الصادر في العام 1901، وهو يموَّل من خلال مصادر مختلفة ومنها: الإعانات أو العقود المبرمة مع الدولة، ومصادر التمويل من القطاع الخاص، وعضوية الهيئات المعنوية، والدعم الذي تقدّمه الشركات. ويمكن مراجعة قائمة أعضاء المعهد على الإنترنت في باب شركاء المعهد الفرنسي للعلاقات الدولية.

## مقالات ذات صلة
- علاقات دولية
- جيوسياسية

## روابط خارجية
- الموقع الرسمي.